# فرانكي (فلم)
فرانكي (بالإنجليزية: Frankie) هو فيلم أمريكي فرنسي تم انتاجه في سنة 2019 وهو من إخراج إيرا ساكس وتأليف ماوريسيو زكارياس وبطولة إيزابيل أوبير وغريغ كينير وماريسا تومي وجيريمي رينييه. قصة الفيلم تتكلم عن ممثلة فرنسية مشهورة اسمها فرانكي تقرر الذهاب بإجازة مع عائلتها إلى البرتغال وبالرغم من ذهابهم إلى الإجازة الا انهم يواجهون مصاعب الحب والزواج والمال.

## البطولة
- إيزابيل أوبير بدور فرانكي
- جريج كينيار بدور غاري
- ماريسا تومي بدور إيلين
- جيريمي رينييه بدور بول
- بريندان غليسون بدور جيمي
- فينيت روبينسون بدور سيلفيا
- أريون بكري بدور إيان
- باسكال جريجوري بدور ميتشيل
- كارلوتو كوتو بدور تياغو
- سينيا نانوا بدور مايا